# Qatars flag
Qatars flag er brunlilla og hvid, cirka en tredjedel er hvid og ved skellet mellem farverne er der et siksakmønster med ni spidser. Flaget blev i sin nuværende version taget i brug 9. juli 1971. Qatars flag minder om Bahrains flag – begge flag stammer fra den General Maritime Treaty, som Storbritannien indgik med en række arabiske stammer i 1820.
| Flag | Spire Denne artikel om flag eller vexillologi er en spire som bør udbygges. Du er velkommen til at hjælpe Wikipedia ved at udvide den. |